# لواء العقاب الإسلامي
لواء العقاب الإسلامي هو جماعة متمردة جهادية سلفية سورية مسلحة مقرها في شمال غرب سوريا في المقام الأول في محافظة حماة، وكان لها علاقات وثيقة مع تنظيم الدولة الإسلامية (داعش)، بما في ذلك قيادتها المزعومة التي بايعت داعش سراً، ونفذت عمليات إعدام وبتر علنية، فضلاً عن فرض الشريعة الإسلامية حتى تم حلها بالقوة من قبل جبهة النصرة في ديسمبر 2014 بسبب ارتباطها بتنظيم داعش.

## التأسيس والنشأة
تأسست المجموعة على يد صدام الخليفة ورشيد توكوا، وكان لها حضور قوي في الريف الشرقي لمحافظة حماة، لكن المجموعة عملت أيضًا في محافظتي حلب وإدلب في شمال غرب سوريا.
بعد اندلاع القتال بين داعش والفصائل المناهضة للحكومة الأخرى، نأت المجموعة بنفسها عن داعش والجيش السوري الحر، إلا أنها استمرت في الحفاظ على علاقاتها مع داعش وإدارة شؤون داعش في مناطق حماة الخاضعة لسيطرتها. ومع ذلك، بعد أن قامت جبهة النصرة ومجموعات معارضة أخرى بطرد تنظيم الدولة الإسلامية من شمال غرب سوريا، يُزعم أن صدام الخلافة أعلن ولاءه لتنظيم الدولة الإسلامية سراً.
في 30 مارس 2014، هاجم لواء العقاب الإسلامي نقطة تفتيش تابعة للحكومة السورية بالقرب من خناصر بالأسلحة الثقيلة والمتوسطة، مما أدى إلى مقتل عدد من جنود الجيش السوري ثم الانسحاب من المنطقة. وقال مجلس حماة العسكري التابع للجيش السوري الحر إن الهجوم جاء بهدف تخفيف الضغط عن هجوم المتمردين المستمر آنذاك للسيطرة على مورك.
وفي أكتوبر 2014، رجمت المجموعة امرأة في حماة بتهمة الزنى.
في 17 أكتوبر 2014، بعد اندلاع القتال بين جبهة النصرة وجبهة ثوار سوريا، انضم لواء العقاب الإسلامي إلى الصراع إلى جانب جبهة النصرة ضد جبهة ثوار سوريا وقاتل إلى جانبهم في جبل الزاوية ومعرة النعمان ضد جبهة ثوار سوريا، بزعم استغلال الصراع والمساعدة في توسيع نفوذ داعش في إدلب وتسهيل عودتها إلى شمال غرب سوريا من خلال قتال جبهة ثوار سوريا وحركة حزم المدعومة من الغرب والتي تحالفت معها جبهة ثوار سوريا ضد جبهة النصرة. وبعد مرور فترة وجيزة، أقامت جبهة النصرة نقاط تفتيش بالقرب من مطار أبو الظهور العسكري المحاصر آنذاك، واعتقلت أعضاء من لواء العقاب الإسلامي.
في 23 ديسمبر 2014، قامت جبهة النصرة بمداهمة مقر الجماعة في قصر ابن وردان بسبب قرب الجماعة من تنظيم الدولة الإسلامية. خلال الغارة تم القبض على زعيم المجموعة صدام الخليفة من قبل جبهة النصرة وقتل عدد من مقاتلي لواء العقاب في اشتباكات عنيفة مع جبهة النصرة في قصر ابن وردان والتي بدأت في اليوم السابق.
في 25 ديسمبر 2014، قامت الجماعة بقطع رأس ابن شقيق وزير الدفاع السوري، فهد جاسم الفريج في حماة، ويزعم الناشطون أن ابن شقيق الفريج كان عضوًا في الشبيحة وكان متورطًا في مجازر ضد المدنيين.